# Horst Sachs

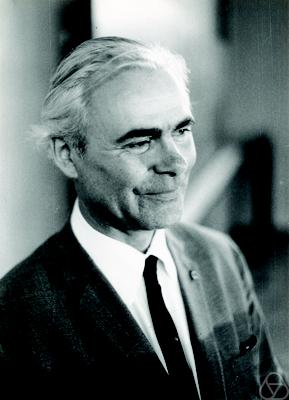
Horst Sachs 1974

Horst Sachs (* 27. März 1927 in Magdeburg; † 25. April 2016) war ein deutscher Mathematiker, der sich vor allem mit Graphentheorie beschäftigte.

## Leben
Sachs wurde 1958 an der Martin-Luther-Universität Halle-Wittenberg bei Herbert Grötzsch promoviert (Beiträge zur Theorie gewisser isoperimetrischer Probleme). Er war seit 1963 Professor an der TU Ilmenau, wo er auch emeritiert wurde.
Sachs ist vor allem für seine Beiträge zur Theorie der Spektren von Graphen bekannt, über die er mit anderen eine Monographie verfasste. Diese Theorie betrachtet verschiedene einem Graphen zugeordnete Matrizen (wie die Adjazenzmatrix) und untersucht, wie sich Aussagen über die Struktur des Graphen in den Eigenschaften der zugeordneten Matrizen (Eigenwerte, Eigenvektoren, charakteristisches Polynom) widerspiegeln. Ein Kapitel seiner Monographie erläutert die Wurzeln dieser Theorie in Anwendungen in der Quantenchemie und führt physikalische Anwendungen (Schwingungsspektrum einer Membran) aus. Sachs befasste sich auch mit Anwendungen der Graphentheorie in der Chemie und mit der Geschichte der Graphentheorie. Sachs gab 1986 das Buch Theorie der endlichen und unendlichen Graphen von Dénes König bei Teubner neu heraus.
Verschiedene Sätze sind nach ihm benannt, unter anderem der Satz von Sachs, der die Koeffizienten des charakteristischen Polynoms eines gerichteten Graphen mit dessen strukturellem Aufbau aus seinen Kreis-Untergraphen verbindet:
A sei eine quadratische Matrix und P (A) deren charakteristisches Polynom, mit Koeffizienten {\displaystyle a_{i}} (i = 1, …, n): {\displaystyle P(A)=det(\lambda I-A)=\lambda ^{n}+\lambda ^{n-1}a_{1}+....+a_{n}}. A wird als Adjazenzmatrix eines gerichteten Graphen (Digraph) aufgefasst. Dann ist nach dem Satz von Sachs (Koeffiziententheorem für Digraphen):
{\displaystyle a_{i}=\sum _{L\in {\mathcal {L}}_{i}}(-1)^{p(L)}}
Dabei ist {\displaystyle {\mathcal {L}}_{i}} die Menge der linearen gerichteten Untergraphen des Graphen mit genau i Knoten. {\displaystyle p(L)} ist die Zahl der Komponenten von L, das heißt der Zyklen, aus denen er zusammengesetzt ist.
Zu seinen Doktoranden gehörte Hansjoachim Walther.
2000 erhielt Sachs mit Richard A. Brualdi die Euler-Medaille. Er war bis 1974 Vorsitzender der Mathematischen Gesellschaft der DDR.

## Schriften
- mit Dragos Cvetković, Michael Doob Spectra of Graphs. Theory and Applications, VEB Deutscher Verlag der Wissenschaften, Academic Press 1980, 2. Auflage 1982, 3. Auflage Johann Ambrosius Barth, Heidelberg 1995 (auch 1984 ins Russische übersetzt)[7]
- Herausgeber Graphs, hypergraphs and applications (Konferenz Eyba Oktober 1984), Teubner 1985
- Herausgeber (im Auftrag der Mathematischen Gesellschaft der DDR) Die Entwicklung der Mathematik in der DDR. Zum 25. Jahrestag der DDR, Deutscher Verlag der Wissenschaften, Berlin 1974
- Einführung in die Theorie der endlichen Graphen, Hanser 1971 und in zweibändiger Ausgabe bei Teubner 1970, 1972
- Herausgeber mit Heinz-Jürgen Voß und Hansjoachim Walther: Beiträge zur Graphentheorie (Internat. Kolloquium Manebach Mai 1967), Teubner 1968